# Wilhelm von Saint-Thierry
Wilhelm von Saint-Thierry, lateinisch Guillelmus de Sancto Theodorico, französisch Guillaume de Saint-Thierry (* zwischen 1075 und 1080 in Lüttich; † wahrscheinlich 8. September 1148 in Signy) war ein einflussreicher Kirchenschriftsteller. Er war zunächst Benediktinermönch, wurde Abt des Klosters Saint-Thierry und trat 1135 zu den Zisterziensern über.

## Leben
Zusammen mit Bernhard von Clairvaux, Aelred von Rievaulx und Guerric von Igny gilt er als einer der „Vier Evangelisten von Cîteaux“, die die Spiritualität der Zisterzienser bis heute prägen.
Wilhelm stammte aus einer adeligen Familie. Er studierte zusammen mit seinem Bruder Simon die Freien Künste (Artes liberales) an den Kathedralschulen in Lüttich und Reims. Um das Jahr 1100 trat er in die Benediktinerabtei Saint-Nicaise in Reims ein. Von dort wurde er 1121 als Abt in die traditionsreiche Abtei Saint-Thierry bei Reims berufen. Vor seinem Amtsantritt lernte er auf einer Reise Bernhard von Clairvaux kennen. Dieses Treffen war der Beginn einer tiefen Freundschaft.
Bald nach seiner Ernennung zum Abt erkrankte Wilhelm schwer und begab sich zur Genesung nach Clairvaux. In der Folgezeit spielte er eine führende Rolle in der Einführung und Abhaltung von jährlichen Provinzkapiteln der Benediktiner, bei denen es um die Umsetzung zisterziensischer Reformen in den Klöstern ging.
Im Jahre 1135 gestattete Erzbischof Rainald von Reims dem Abt, sein Amt niederzulegen und sich als einfacher Mönch nach Signy, einer zisterziensischen Neugründung, zurückzuziehen, um sich ganz dem Gebet und der geistigen Arbeit, dem delicatum otium, zu widmen. Wilhelm wagte nicht, seinen Lebensabend in Clairvaux zu verbringen, um nicht die Missbilligung seiner Abdankung durch den Heiligen Bernhard zu erleben.
Fünf Jahre später trat Wilhelm als erster mit einer Streitschrift öffentlich der Lehre des Pariser Magisters Abaelard entgegen, mit dem ihn nach eigenen Angaben in früheren Jahren eine Freundschaft verbunden hatte (Disputatio adversus Petrum Abelardum). Er bat seinen einflussreichen Freund Bernhard von Clairvaux, Maßnahmen zur Verurteilung des Werkes Abaelards zu ergreifen. Es handelte sich hierbei um die Einleitung eines kirchlichen Lehrzuchtverfahrens, welches mit der Verurteilung der Lehrsätze Abaelards auf dem Konzil von Sens am 25. Mai 1141 seinen innerfranzösischen Abschluss finden sollte. Die philosophisch-theologischen Auseinandersetzungen waren hierbei von der Frage bestimmt, wie es die menschliche Vernunft vermeiden kann, das Göttliche auf ihre Ebene, das heißt, die der geschaffenen Natur, herabzuziehen und andererseits in der Lage bleibt, sich dem Göttlichen angemessen zu nähern.
Zwischen 1143 und 1144 besuchte Wilhelm die Kartause von Mont-Dieu.
Nach einer zeitgenössischen Quelle starb er zur Zeit des Konzils, das in Reims unter Papst Eugen abgehalten wurde. Dieses Konzil fand im Jahr 1148 statt, Wilhelm war damals ca. 70 Jahre alt. Das Nekrologium seiner Abtei datiert den Tod auf den 8. September.

## Wilhelm als Kirchenschriftsteller
Wilhelm war einer der bedeutendsten Kirchenschriftsteller seiner Zeit. Einige seiner Schriften wurden Bernhard von Clairvaux zugeschrieben. Sein Werk umfasst im Wesentlichen spirituell-monastische, dogmatische und mystische Themen. Die Schriften De contemplando Deo, De natura et dignitate amoris, Meditativae orationes, Vita Bernardi, die Streitschrift Responsio abbatum und der Goldene Brief sind vor allem der monastischen Spiritualität gewidmet. Als dogmatische Werke gelten der Liber de corpore et sanguine Domini, die Expositio in Epistolam ad Romanos, das Speculum und Aenigma fidei und die Schrift De natura corporis et animae; eine Untergruppe bilden hierbei die Streitschriften Epistola ad Rupertum, Epistola ad Gaufridum et Bernardum, Disputatio adversus Petrum Abaelardum und De erroribus Guillelmi de Conchis. Die mystische Theologie steht im Mittelpunkt der vier Werke über das Hohelied, in der Brevis commentatio, den Excerpta ex libris S. Gregorii, im Commentarius e scriptis S. Ambrosii und in der Expositio super Cantica Canticorum, sowie im Goldenen Brief.

## Zitat
Peter Abaelard lehrt wieder Neuheiten, schreibt wieder Neuheiten, seine Bücher überqueren die Meere, überspringen die Alpen, und seine neuen Glaubenslehren und seine neuen Glaubenssätze verbreiten sich durch Provinzen und Königreiche, werden öffentlich verkündet und frei verteidigt und selbst an der römischen Kurie genießen sie Ansehen... Die befremdlichen Neuigkeiten der Worte in Glaubensdingen haben mich verstört, und die neuen Erfindungen unerhörter Bedeutungen. Da ich sonst niemanden habe, an den ich mich wenden kann, wende ich mich an Euch in der Sache, dem Streitfall - causa - Gottes, und ich rufe die ganze lateinische Kirche zum Gericht auf...  (Wilhelm an Bernhard von Clairvaux und Bischof Gottfried von Chartres)

## Rezeption
Am 12. Januar 1215 wurde sein Leichnam aus dem Kreuzgang in die Kirche überführt. Da diese Erhebung der Gebeine in Gegenwart anderer Äbte im Mittelalter einer Seligsprechung gleichkam, wird Wilhelm im Zisterzienserorden als Seliger verehrt.

## Werkausgaben
- Migne, Patrologia Latina Band 180, Sp. 210–726 – Digitalisat – und Band 184, Sp. 307–408 – Digitalisate: bei Documenta Catholica und in der Google-Buchsuche (z. T. unter den Werken Bernhards von Clairvaux)
- Les lettres de Guillaume de Saint-Thierry à Saint Bernard, hrsg. Jean Leclercq, in: Revue Bénédictine 79, 1969, S. 382–391

## Übersetzungen
- Gott schauen, Gott lieben. De contemplando Deo. De natura et dignitate amoris. Übertragen und eingeleitet von W. Dittrich und H. U. von Balthasar, Einsiedeln 1961
- H. U. von Balthasar (Hrsg.): Wilhelm v. Saint-Thierry, Der Spiegel des Glaubens, Einsiedeln 1981
- Meditative Gebete, Eschenbach 1983
- Goldener Brief. Brief an die Brüder vom Berge Gottes, übers. von B. Kohout-Berghammer, Eschenbach 1992